# Обеліск Сан-Паулу
Обеліск Сан-Паулу (порт. Obelisco de São Paulo) — обеліск в парку Ібірапуера у місті Сан-Паулу, Бразилія.
Цей обеліск є символом Конституціоналістської революції 1932 року та є найбільшим пам'ятником Сан-Паулу — його висота становить 72 м. Будівництво тривало з 1947 по 1970 рік, пам'ятник був відкритий через рік після відкриття парку. Обеліск створено за проектом італо-бразильського скульптора Галілео Емендабілі, який переїхав до Бразилії в 1923 році.

## Посилання

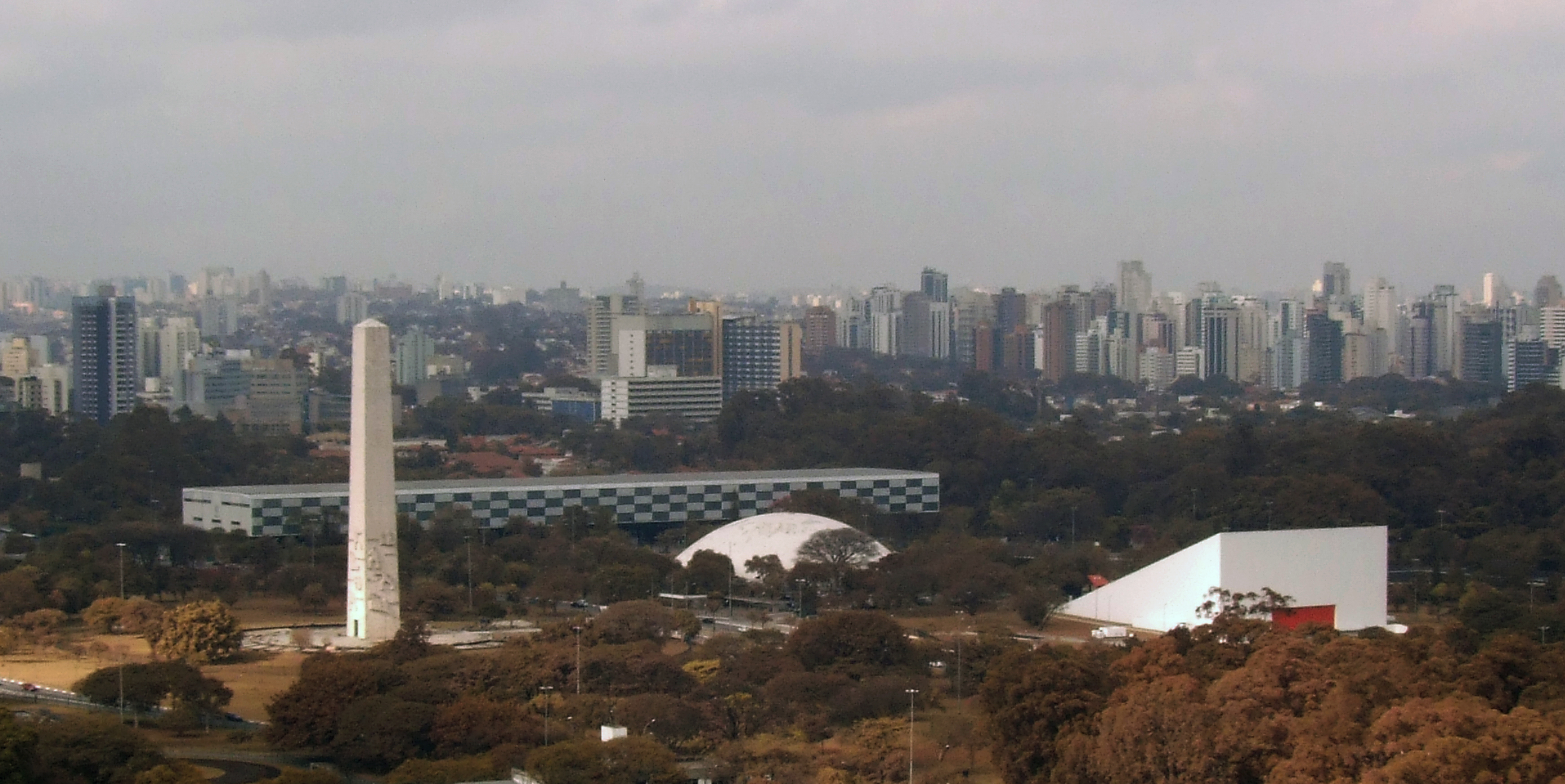
Обеліск Сан-Паулу